# Cobaloscelio speculifer
Cobaloscelio speculifer är en stekelart som beskrevs av Johnson och Lubomir Masner 2007. Cobaloscelio speculifer ingår i släktet Cobaloscelio och familjen Scelionidae. Inga underarter finns listade i Catalogue of Life.